# Danh sách giải thưởng và đề cử của Running Man
Đây là danh sách các giải thưởng và đề cử nhận được của chương trình tạp kỹ Running Man của Hàn Quốc.
Tính đến năm 2021, Running Man đã được đề cử cho 82 giải thưởng, giành được 60 giải.

## Giải thưởng giải trí của SBS
| Năm  | Giải thưởng                                                         | Hạng mục                                                     | Người được đề cử               | Kết quả   | Chú thích            |
| ---- | ------------------------------------------------------------------- | ------------------------------------------------------------ | ------------------------------ | --------- | -------------------- |
| 2010 | Giải thưởng giải trí SBS lần thứ 4 (4th SBS Entertainment Awards)   | Giải thưởng ngôi sao mới                                     | Song Joong-ki                  | Đoạt giải | [ 1 ]                |
| 2010 | Giải thưởng giải trí SBS lần thứ 4 (4th SBS Entertainment Awards)   | Giải thưởng ngôi sao mới                                     | Gary                           | Đoạt giải | [ 1 ]                |
| 2010 | Giải thưởng giải trí SBS lần thứ 4 (4th SBS Entertainment Awards)   | Giải thưởng ngôi sao mới                                     | Lee Kwang-soo                  | Đoạt giải | [ 1 ]                |
| 2010 | Giải thưởng giải trí SBS lần thứ 4 (4th SBS Entertainment Awards)   | Giải thưởng đặc biệt                                         | Song Ji-hyo                    | Đoạt giải | [ 1 ]                |
| 2010 | Giải thưởng giải trí SBS lần thứ 4 (4th SBS Entertainment Awards)   | Ngôi sao truyền hình được yêu thích nhất                     | Kim Jong-kook                  | Đoạt giải | [ 1 ]                |
| 2010 | Giải thưởng giải trí SBS lần thứ 4 (4th SBS Entertainment Awards)   | Chương trình được cư dân mạng yêu thích nhất                 | Running Man                    | Đoạt giải | [ 1 ]                |
| 2011 | Giải thưởng giải trí SBS lần thứ 5 (5th SBS Entertainment Awards)   | Giải thưởng tân binh mảng giải trí                           | Lee Kwang-soo                  | Đoạt giải |                      |
| 2011 | Giải thưởng giải trí SBS lần thứ 5 (5th SBS Entertainment Awards)   | Giải thưởng nhà văn phát thanh truyền hình                   | Park Hyun-sook                 | Đoạt giải |                      |
| 2011 | Giải thưởng giải trí SBS lần thứ 5 (5th SBS Entertainment Awards)   | Giải thưởng nghệ sĩ giải trí xuất sắc nhất: Hạng mục đa dạng | Haha                           | Đoạt giải |                      |
| 2011 | Giải thưởng giải trí SBS lần thứ 5 (5th SBS Entertainment Awards)   | Giải thưởng chương trình nổi bật nhất                        | Running Man                    | Đoạt giải |                      |
| 2011 | Giải thưởng giải trí SBS lần thứ 5 (5th SBS Entertainment Awards)   | Giải thưởng nghệ sĩ xuất sắc hạng mục đa dạng                | Kim Jong-kook                  | Đoạt giải |                      |
| 2011 | Giải thưởng giải trí SBS lần thứ 5 (5th SBS Entertainment Awards)   | Giải thưởng nghệ sĩ xuất sắc hạng mục đa dạng                | Song Ji-hyo                    | Đoạt giải |                      |
| 2011 | Giải thưởng giải trí SBS lần thứ 5 (5th SBS Entertainment Awards)   | Giải thưởng được yêu thích nhất của cư dân mạng              | Song Ji-hyo                    | Đề cử     |                      |
| 2011 | Giải thưởng giải trí SBS lần thứ 5 (5th SBS Entertainment Awards)   | Giải thưởng được yêu thích nhất của cư dân mạng              | Yoo Jae-suk                    | Đề cử     |                      |
| 2011 | Giải thưởng giải trí SBS lần thứ 5 (5th SBS Entertainment Awards)   | Giải thưởng lớn (Daesang)                                    | Yoo Jae-suk                    | Đoạt giải |                      |
| 2012 | Giải thưởng giải trí SBS lần thứ 6 (6th SBS Entertainment Awards)   | Giải thưởng xuất sắc: Hạng mục đa dạng                       | Gary                           | Đoạt giải | [ 2 ]                |
| 2012 | Giải thưởng giải trí SBS lần thứ 6 (6th SBS Entertainment Awards)   | Giải thưởng xuất sắc: Hạng mục đa dạng                       | Jee Seok-jin                   | Đoạt giải | [ 2 ]                |
| 2012 | Giải thưởng giải trí SBS lần thứ 6 (6th SBS Entertainment Awards)   | Giải thưởng chương trình được yêu thích nhất của người xem   | Running Man                    | Đoạt giải | [ 2 ]                |
| 2012 | Giải thưởng giải trí SBS lần thứ 6 (6th SBS Entertainment Awards)   | Người xem được yêu thích nhất                                | Yoo Jae-suk                    | Đoạt giải | [ 2 ]                |
| 2012 | Giải thưởng giải trí SBS lần thứ 6 (6th SBS Entertainment Awards)   | Giải thưởng lớn (Daesang)                                    | Yoo Jae-suk                    | Đoạt giải | [ 2 ]                |
| 2013 | Giải thưởng giải trí SBS lần thứ 7 (7th SBS Entertainment Awards)   | Giải thưởng hữu nghị                                         | Lee Kwang-soo                  | Đoạt giải | [ 3 ]                |
| 2013 | Giải thưởng giải trí SBS lần thứ 7 (7th SBS Entertainment Awards)   | Cặp đôi đẹp nhất                                             | Jee Seok-jin & Lee Kwang-soo   | Đề cử     | [ 3 ]                |
| 2013 | Giải thưởng giải trí SBS lần thứ 7 (7th SBS Entertainment Awards)   | Cặp đôi đẹp nhất                                             | Gary & Song Ji-hyo             | Đề cử     | [ 3 ]                |
| 2013 | Giải thưởng giải trí SBS lần thứ 7 (7th SBS Entertainment Awards)   | Được người xem yêu thích nhất                                | Các thành viên Running Man     | Đoạt giải | [ 3 ]                |
| 2013 | Giải thưởng giải trí SBS lần thứ 7 (7th SBS Entertainment Awards)   | Chương trình nổi bật nhất                                    | Running Man                    | Đoạt giải | [ 3 ]                |
| 2013 | Giải thưởng giải trí SBS lần thứ 7 (7th SBS Entertainment Awards)   | Nam nghệ sĩ xuất sắc                                         | Haha                           | Đoạt giải | [ 3 ]                |
| 2013 | Giải thưởng giải trí SBS lần thứ 7 (7th SBS Entertainment Awards)   | Nam nghệ sĩ xuất sắc                                         | Kim Jong-kook                  | Đoạt giải | [ 3 ]                |
| 2013 | Giải thưởng giải trí SBS lần thứ 7 (7th SBS Entertainment Awards)   | Nữ nghệ sĩ xuất sắc nhất                                     | Song Ji-hyo                    | Đoạt giải | [ 3 ]                |
| 2013 | Giải thưởng giải trí SBS lần thứ 7 (7th SBS Entertainment Awards)   | Giải thưởng lớn (Daesang)                                    | Yoo Jae-suk                    | Đề cử     | [ 3 ]                |
| 2014 | Giải thưởng giải trí SBS lần thứ 8 (8th SBS Entertainment Awards)   | Nghệ sĩ giải trí được yêu thích nhất do người xem bình chọn  | Yoo Jae-suk                    | Đoạt giải | [ 4 ]                |
| 2014 | Giải thưởng giải trí SBS lần thứ 8 (8th SBS Entertainment Awards)   | Nghệ sĩ xuất sắc                                             | Lee Kwang-soo                  | Đoạt giải | [ 4 ]                |
| 2014 | Giải thưởng giải trí SBS lần thứ 8 (8th SBS Entertainment Awards)   | Nghệ sĩ nổi bật trong năm                                    | Kim Jong-kook                  | Đoạt giải | [ 4 ]                |
| 2014 | Giải thưởng giải trí SBS lần thứ 8 (8th SBS Entertainment Awards)   | Chương trình đa dạng hay nhất do người xem bình chọn         | Running Man                    | Đoạt giải | [ 4 ]                |
| 2014 | Giải thưởng giải trí SBS lần thứ 8 (8th SBS Entertainment Awards)   | Giải thưởng lớn (Daesang)                                    | Yoo Jae-suk                    | Đề cử     | [ 4 ]                |
| 2015 | Giải thưởng giải trí SBS lần thứ 9 (9th SBS Entertainment Awards)   | Cặp đôi đẹp nhất                                             | Gary & Song Ji-hyo             | Đề cử     | [ 5 ]                |
| 2015 | Giải thưởng giải trí SBS lần thứ 9 (9th SBS Entertainment Awards)   | Chương trình đa dạng do người xem bình chọn                  | Running Man                    | Đoạt giải | [ 5 ]                |
| 2015 | Giải thưởng giải trí SBS lần thứ 9 (9th SBS Entertainment Awards)   | Nghệ sĩ xuất sắc                                             | Jee Seok-jin                   | Đoạt giải | [ 5 ]                |
| 2015 | Giải thưởng giải trí SBS lần thứ 9 (9th SBS Entertainment Awards)   | Nghệ sĩ xuất sắc hàng đầu                                    | Gary                           | Đoạt giải | [ 5 ]                |
| 2015 | Giải thưởng giải trí SBS lần thứ 9 (9th SBS Entertainment Awards)   | Nghệ sĩ xuất sắc hàng đầu                                    | Song Ji-hyo                    | Đoạt giải | [ 5 ]                |
| 2015 | Giải thưởng giải trí SBS lần thứ 9 (9th SBS Entertainment Awards)   | Nghệ sĩ được yêu thích nhất do người xem bình chọn           | Yoo Jae-suk                    | Đoạt giải | [ 5 ]                |
| 2015 | Giải thưởng giải trí SBS lần thứ 9 (9th SBS Entertainment Awards)   | Giải thưởng lớn (Daesang )                                   | Yoo Jae-suk                    | Đoạt giải | [ 5 ]                |
| 2016 | Giải thưởng giải trí SBS lần thứ 10 (10th SBS Entertainment Awards) | Nghệ sĩ xuất sắc hàng đầu                                    | Lee Kwang-soo                  | Đoạt giải | [ 6 ] [ 7 ]          |
| 2016 | Giải thưởng giải trí SBS lần thứ 10 (10th SBS Entertainment Awards) | Nghệ sĩ xuất sắc hàng đầu                                    | Haha                           | Đề cử     | [ 6 ] [ 7 ]          |
| 2016 | Giải thưởng giải trí SBS lần thứ 10 (10th SBS Entertainment Awards) | Giải thưởng lớn (Daesang)                                    | Yoo Jae-suk                    | Đề cử     | [ 6 ] [ 7 ]          |
| 2017 | Giải thưởng giải trí SBS lần thứ 11 (11th SBS Entertainment Awards) | Giải thưởng Xuất sắc hàng đầu (Hạng mục Tạp kỹ)              | Jee Seok-jin                   | Đoạt giải | [ 8 ] [ 9 ]          |
| 2017 | Giải thưởng giải trí SBS lần thứ 11 (11th SBS Entertainment Awards) | Giải thưởng Xuất sắc (Hạng mục Tạp kỹ)                       | Jee Seok-jin                   | Đề cử     | [ 8 ] [ 9 ]          |
| 2017 | Giải thưởng giải trí SBS lần thứ 11 (11th SBS Entertainment Awards) | Giải thưởng Xuất sắc (Hạng mục Tạp kỹ)                       | Haha                           | Đề cử     | [ 8 ] [ 9 ]          |
| 2017 | Giải thưởng giải trí SBS lần thứ 11 (11th SBS Entertainment Awards) | Giải thưởng Nữ tân binh (Hạng mục Tạp kỹ)                    | Jeon So-min                    | Đoạt giải | [ 8 ] [ 9 ]          |
| 2017 | Giải thưởng giải trí SBS lần thứ 11 (11th SBS Entertainment Awards) | Giải thưởng ngôi sao toàn cầu                                | Các thành viên Running Man     | Đoạt giải | [ 8 ] [ 9 ]          |
| 2017 | Giải thưởng giải trí SBS lần thứ 11 (11th SBS Entertainment Awards) | Giải thưởng Cặp đôi đẹp nhất                                 | Lee Kwang-soo & Jeon So-min    | Đoạt giải | [ 8 ] [ 9 ]          |
| 2018 | Giải thưởng giải trí SBS lần thứ 12 (12th SBS Entertainment Awards) | Giải thưởng của nhà sản xuất                                 | Kim Jong-kook                  | Đoạt giải | [ 10 ] [ 11 ]        |
| 2018 | Giải thưởng giải trí SBS lần thứ 12 (12th SBS Entertainment Awards) | Giải thưởng Xuất sắc hàng đầu (Hạng mục Tạp kỹ)              | Jeon So-min                    | Đoạt giải | [ 10 ] [ 11 ]        |
| 2018 | Giải thưởng giải trí SBS lần thứ 12 (12th SBS Entertainment Awards) | Giải thưởng Xuất sắc (Hạng mục Tạp kỹ)                       | Jeon So-min                    | Đề cử     | [ 10 ] [ 11 ]        |
| 2018 | Giải thưởng giải trí SBS lần thứ 12 (12th SBS Entertainment Awards) | Giải thưởng Cặp đôi đẹp nhất                                 | Kim Jong-kook & Hong Jin-young | Đoạt giải | [ 10 ] [ 11 ]        |
| 2018 | Giải thưởng giải trí SBS lần thứ 12 (12th SBS Entertainment Awards) | Giải thưởng Cặp đôi đẹp nhất                                 | Lee Kwang-soo & Jeon So-min    | Đề cử     | [ 10 ] [ 11 ]        |
| 2018 | Giải thưởng giải trí SBS lần thứ 12 (12th SBS Entertainment Awards) | Giải thưởng Teamwork tốt nhất                                | Running Man                    | Đoạt giải | [ 10 ] [ 11 ]        |
| 2018 | Giải thưởng giải trí SBS lần thứ 12 (12th SBS Entertainment Awards) | Nghệ sĩ được yêu thích mảng truyền hình                      | Lee Kwang-soo                  | Đoạt giải | [ 10 ] [ 11 ]        |
| 2018 | Giải thưởng giải trí SBS lần thứ 12 (12th SBS Entertainment Awards) | Giải thưởng Tân binh mảng giải trí ở hạng mục nữ             | Jennie                         | Đề cử     | [ 10 ] [ 11 ]        |
| 2018 | Giải thưởng giải trí SBS lần thứ 12 (12th SBS Entertainment Awards) | Giải thưởng Nghệ sĩ giải trí xuất sắc nhất                   | Hong Jin-young                 | Đề cử     | [ 10 ] [ 11 ]        |
| 2018 | Giải thưởng giải trí SBS lần thứ 12 (12th SBS Entertainment Awards) | Giải thưởng Thử thách xuất sắc nhất                          | Kang Han-na                    | Đề cử     | [ 10 ] [ 11 ]        |
| 2018 | Giải thưởng giải trí SBS lần thứ 12 (12th SBS Entertainment Awards) | Giải thưởng Thử thách xuất sắc nhất                          | Lee Da-hee                     | Đề cử     |                      |
| 2019 | Giải thưởng giải trí SBS lần thứ 13 (13th SBS Entertainment Awards) | Nghệ sĩ xuất sắc                                             | Haha                           | Đoạt giải | [ 12 ]               |
| 2019 | Giải thưởng giải trí SBS lần thứ 13 (13th SBS Entertainment Awards) | Giải thưởng chương trình toàn cầu                            | Running Man                    | Đoạt giải | [ 13 ]               |
| 2019 | Giải thưởng giải trí SBS lần thứ 13 (13th SBS Entertainment Awards) | Nghệ sĩ mảng xã hội                                          | Lee Kwang-soo                  | Đoạt giải | [ 14 ]               |
| 2019 | Giải thưởng giải trí SBS lần thứ 13 (13th SBS Entertainment Awards) | Nghệ sĩ xuất sắc mảng chương trình thực tế                   | Kim Jong-kook                  | Đoạt giải | [ 15 ]               |
| 2019 | Giải thưởng giải trí SBS lần thứ 13 (13th SBS Entertainment Awards) | Giải thưởng Xuất sắc (Hạng mục Chương trình/Tạp kỹ)          | Yang Se-chan                   | Đoạt giải | [ 16 ]               |
| 2019 | Giải thưởng giải trí SBS lần thứ 13 (13th SBS Entertainment Awards) | Giải thưởng lớn (Daesang)                                    | Yoo Jae-suk                    | Đoạt giải | [ 17 ]               |
| 2019 | Giải thưởng giải trí SBS lần thứ 13 (13th SBS Entertainment Awards) | Giải thưởng lớn (Daesang)                                    | Kim Jong-kook                  | Đề cử     | [ 18 ]               |
| 2020 | Giải thưởng giải trí SBS lần thứ 14 (14th SBS Entertainment Awards) | Giải Nội dung Vàng                                           | Running Man                    | Đoạt giải | [ 19 ] [ 20 ] [ 21 ] |
| 2020 | Giải thưởng giải trí SBS lần thứ 14 (14th SBS Entertainment Awards) | Giải thưởng Xuất sắc hàng đầu (Hạng mục Chương trình/Tạp kỹ) | Haha                           | Đoạt giải | [ 19 ] [ 20 ] [ 21 ] |
| 2020 | Giải thưởng giải trí SBS lần thứ 14 (14th SBS Entertainment Awards) | Giải thưởng lớn (Daesang)                                    | Kim Jong-kook                  | Đoạt giải | [ 19 ] [ 20 ] [ 21 ] |
| 2020 | Giải thưởng giải trí SBS lần thứ 14 (14th SBS Entertainment Awards) | Giải thưởng lớn (Daesang)                                    | Yoo Jae-suk                    | Đề cử     | [ 22 ]               |
| 2021 | Giải thưởng giải trí SBS lần thứ 15 (15th SBS Entertainment Awards) | Giải thưởng Cặp đôi đẹp nhất                                 | Kim Jong-kook & Song Ji-hyo    | Đề cử     | [ 23 ]               |
| 2021 | Giải thưởng giải trí SBS lần thứ 15 (15th SBS Entertainment Awards) | Nghệ sĩ giải trí của năm                                     | Kim Jong-kook                  | Đoạt giải | [ 23 ]               |
| 2021 | Giải thưởng giải trí SBS lần thứ 15 (15th SBS Entertainment Awards) | Nghệ sĩ giải trí của năm                                     | Yoo Jae-suk                    | Đoạt giải | [ 23 ]               |
| 2021 | Giải thưởng giải trí SBS lần thứ 15 (15th SBS Entertainment Awards) | Nghệ sĩ giải trí của năm                                     | Jee Seok-jin                   | Đoạt giải | [ 23 ]               |
| 2021 | Giải thưởng giải trí SBS lần thứ 15 (15th SBS Entertainment Awards) | Giải thưởng biên kịch                                        | Yang Hyo-im                    | Đoạt giải | [ 23 ]               |
| 2021 | Giải thưởng giải trí SBS lần thứ 15 (15th SBS Entertainment Awards) | Chương trình thực tế xuất sắc nhất                           | Running Man                    | Đoạt giải | [ 23 ]               |
| 2021 | Giải thưởng giải trí SBS lần thứ 15 (15th SBS Entertainment Awards) | Nghệ sĩ giải trí xuất sắc nhất                               | Yang Se-chan                   | Đoạt giải | [ 23 ]               |
| 2021 | Giải thưởng giải trí SBS lần thứ 15 (15th SBS Entertainment Awards) | Nhân viên danh dự                                            | Jee Seok-jin                   | Đoạt giải | [ 23 ]               |

## Các giải thưởng khác
| Năm  | Giải thưởng                                                | Hạng mục                                                     | Người được đề cử   | Kết quả   | Chú thích |
| ---- | ---------------------------------------------------------- | ------------------------------------------------------------ | ------------------ | --------- | --------- |
| 2011 | Giải thưởng Mnet 20's Choice lần thứ 5                     | Ngôi sao đa dạng hấp dẫn                                     | Song Ji-hyo        | Đề cử     |           |
| 2012 | Giải thưởng nghệ thuật Baeksang lần thứ 48                 | Nữ giải trí xuất sắc nhất                                    | Song Ji-hyo        | Đề cử     |           |
| 2013 | Giải thưởng nghệ thuật Baeksang lần thứ 49                 | Nữ giải trí xuất sắc nhất                                    | Song Ji-hyo        | Đề cử     |           |
| 2013 | Giải thưởng nghệ thuật Baeksang lần thứ 49                 | Người giải trí nam xuất sắc nhất                             | Yoo Jae-suk        | Đề cử     |           |
| 2013 | Giải thưởng nghệ thuật Baeksang lần thứ 49                 | Giải thưởng lớn (Daesang)                                    | Yoo Jae-suk        | Đoạt giải |           |
| 2013 | Giải thưởng nghệ thuật Baeksang lần thứ 49                 | Chương trình đa dạng hay nhất                                | Running Man        | Đề cử     |           |
| 2013 | Yahoo! Giải thưởng Buzz Châu Á                             | Người dẫn chương trình Hàn Quốc hấp dẫn nhất Châu Á          | Kim Jong-kook      | Đoạt giải |           |
| 2013 | Giải thưởng NATE                                           | Chương trình đa dạng hay nhất                                | Running Man        | Đoạt giải |           |
| 2013 | Giải thưởng NATE                                           | Cặp đôi hoàn hảo                                             | Gary & Song Ji-hyo | Đoạt giải |           |
| 2015 | Đêm trao giải Youku                                        | Giải thưởng Tinh thần Giải trí                               | Running Man        | Đoạt giải |           |
| 2015 | Giải thưởng nghệ thuật Baeksang lần thứ 51                 | Chương trình giải trí hay nhất                               | Running Man        | Đề cử     |           |
| 2017 | Soompi Awards                                              | Chương trình giải trí hay nhất                               | Running Man        | Đoạt giải | [ 24 ]    |
| 2019 | StarHub Night Of Stars                                     | Chương trình đa dạng được yêu thích (người hâm mộ bình chọn) | Running Man        | Đoạt giải | [ 25 ]    |
| 2021 | Giải thưởng về lòng trung thành của khách hàng thương hiệu | Chương trình cuối tuần có ảnh hưởng nhất                     | Running Man        | Đề cử     |           |
| 2021 | Giải thưởng do dongA tổ chức                               | Show giải trí 100 tuổi                                       | Running Man        | Đoạt giải | [ 26 ]    |